# Macaire de Jérusalem
Pour les articles homonymes, voir Macaire.
Macaire de Jérusalem fut évêque de Jérusalem à partir de 314, lorsqu'il succéda à Hermon, et jusqu'à 333 ou 335 selon Sozomène. 
Athanase d'Alexandrie, dans l'une de ses oraisons contre les ariens, se réfère à Macaire comme un exemple du « style simple et honnête des hommes apostoliques ». La date d'accession à l'épiscopat de Macaire se trouve dans la version de Jérôme de Stridon des chroniques d'Eusèbe de Césarée. Déclaré saint, il est fêté le 10 mars.

## La découverte de la Vraie Croix
Autour de 325, il accompagna Hélène, la mère de l'empereur Constantin Ier à la recherche de la Vraie Croix, aidés en cela par les aveux sous la torture de Judah Cyriaque que Macaire baptise en 326,. La tradition veut qu'ils la trouvèrent.

## Conjectures sur la date de sa mort
Traditionnellement fixée en 333, sa mort a plutôt eu lieu avant le concile de Tyr, en 335 puisque son successeur, Maxime de Jérusalem, y était apparemment présent.

## Une lettre de Constantin
Il reçut également une longue lettre de Constantin le Grand avec une allusion à l'édification de la basilique du Saint-Sépulcre à Jérusalem :

« La grâce de notre Sauveur est telle que le langage semble impuissant pour décrire l'admirable circonstance que je vais rapporter. Car, le fait que le monument de sa passion très sainte, si longtemps enterré sous terre, soit resté caché pendant une longue suite d'années, jusqu’à sa réapparition à ses disciples maintenant libérés après le renversement de celui qui était leur ennemi commun, ce fait donc dépasse vraiment l'entendement. En ce qui concerne les colonnes et les marbres, quoi que vous en pensiez, après une inspection effective du plan, pour que tout soit précieux et employé au mieux, agissez avec diligence pour nous informer dans votre missive, afin que, quelle que soit la quantité de matériel que vous estimerez nécessaire dans votre lettre, elle soit fournie par chaque quartier, comme il est requis, car il convient que le plus merveilleux endroit dans le monde soit décoré dignement. »

— Eusèbe de Césarée, Vita Constantini, III, 30-32.

## Macaire contre les ariens

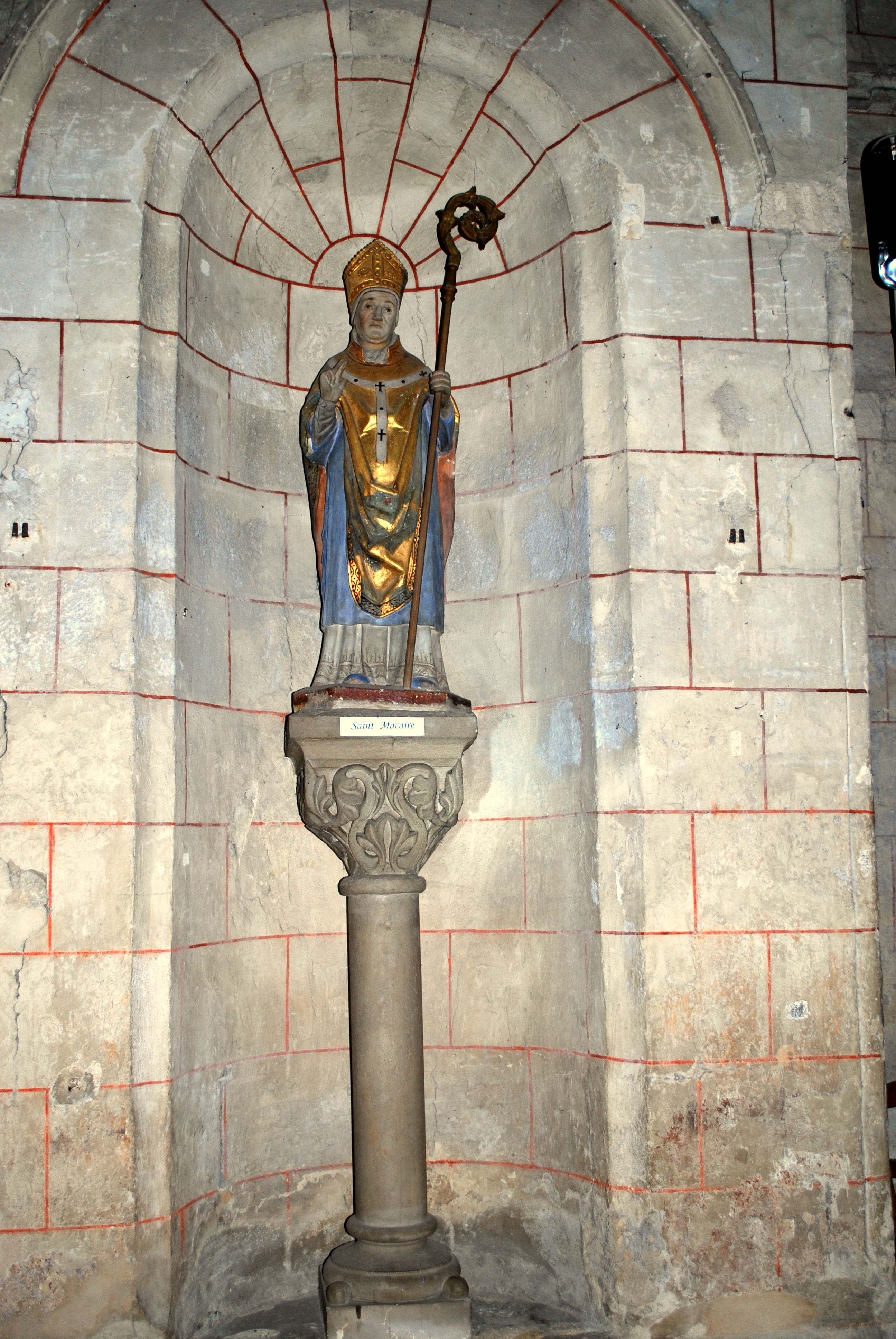
Statut de Saint Macaire dans l'église du Saint-Sauveur de Saint-Macaire

Macaire fut un des évêques à qui Alexandre d'Alexandrie écrivit une lettre d'avertissement contre Arius (Epiph., Hær., LXIX, iv). 
Son opposition vigoureuse à la nouvelle hérésie est attestée par la manière peu amène dont parle de lui Arius dans sa lettre à Eusèbe de Nicomédie (Theodoret, H. E., I, 4). Il prit part au premier concile de Nicée. Il semble y avoir eu une passe d'armes avec le métropolite concernant les droits de leurs différents diocèses. Ainsi, le septième canon du concile dispose : « Comme la coutume et la tradition ancienne montrent que l'évêque d'Ælia (Jérusalem) a droit aux honneurs, il aura la préséance ; sans préjudice, toutefois de la dignité que possède le Métropolite. » Macaire et Eustathe d'Antioche sont probablement les auteurs de la première mouture du Credo, finalement adopté par le concile de Nicée.

## Hypothèses
Dans l'Histoire du concile de Nicée attribué à Gélase de Cyzique, on trouve un certain nombre de discussions imaginaires entre les pères de l'Église et les philosophes à la solde d'Arius. Dans l'une de ces controverses où Macaire est porte-parole des évêques, il défend la descente aux enfers. Ceci, au regard de la question de savoir si la descente aux enfers se trouvait dans le credo de Jérusalem, est intéressant d'autant plus que sous d'autres aspects, le langage de Macaire est conforme à ce credo Le nom de Macaire apparaît en premier parmi les évêques de Palestine qui souscrivirent au concile de Nicée. Celui d’Eusèbe vient en cinquième position. Athanase d'Alexandrie, dans sa lettre encyclique aux évêques d'Égypte et de Libye, place le nom de Macaire (qui était mort depuis longtemps à cette date) parmi les évêques renommés pour leur orthodoxie. Sozomène (H. E., II, 20) raconte que Macaire nomma Maximus, qui devait lui succéder, évêque de Lydie, mais que la nomination n'eut point d'effet en raison du refus du peuple de Jérusalem qui ne voulait pas se séparer de Maximus. Il donne aussi une seconde version de l'histoire selon laquelle Macaire lui-même changea d'avis, craignant que, si Maximus était envoyé loin, un évêque moins orthodoxe serait nommé pour lui succéder. Tillemont (Mém. Ecclés., VI, 741) discrédite cette histoire : Macaire en agissant ainsi aurait contrevenu au 7e canon de Nicée et Aetius, qui à cette époque était évêque de Lydie, était certainement vivant en 331, et très probablement en 349. Bien sûr, si Aetius vécut après Macaire, l'histoire s'effondre ; mais s'il mourut peu après 331, elle semble plutôt plausible. Le fait qu'il restait peu de temps à vivre à Macaire expliquerait cette réticence, de sa part ou de celle de ses ouailles, de se priver de Maximus. La première objection de Tillemont n'a aucune valeur. 
Le septième canon était trop vague pour qu'un évêque orthodoxe y trouve de très strictes règles concernant les droits d'un semi-arien comme Eusèbe. Théophane le Confesseur (mort en 818) dans sa Chronographie fait ordonner à Constantin, à la fin du concile de Nicée, que Macaire recherche les sites de la résurrection et de la Passion, ainsi que celui de la « Vraie Croix ». Il est vraisemblable que cela se passa ainsi, car des excavations avaient commencé très peu de temps après le concile, et, il semble, sous l'égide de Macaire. L'amas de couches de constructions avec au sommet le temple de Vénus qui avaient été entassées au-dessus du Saint-Sépulcre (ou Anastasis) fut démoli et « quand la surface d'origine du sol apparut, incontinent, contre toute attente, le monument creusé de la Résurrection de notre sauveur fut découvert » (Euseb., Vit. Const., III, 28). À cette nouvelle, Constantin écrivit à Macaire pour libéralement ériger une église sur le site (Euseb., Ib., III, 30 ; Theodoret, H. E., I, 16). Plus tard, il écrivit une autre lettre « à Macaire et aux autres évêques de Palestine » ordonnant la construction d'une église à Mambré, qui avait été profané par un sanctuaire païen. Eusèbe, bien qu'il donne l'en-tête ci-dessus, parle de cette lettre comme « lui étant adressée », pensant peut-être à sa dignité de métropolite. 
Des églises furent aussi construites sur les sites supposés de la Nativité et de l'Ascension.

### Lettre aux Arméniens
Un document en arménien, attribué à Macaire Ier de Jérusalem, constitue un ensemble de canons comparable à la Didascalie syriaque ou aux Constitutions apostoliques. La récente édition, soigneusement commentée, prend vigoureusement position contre la mise en doute de son authenticité par Nerses Akinian (de), qui l’attribuait, au début du XXe siècle, à Macaire II (patriarche en 552 et de nouveau en 563-575). Il faut dire que l’histoire de ce document est pour le moins compliquée. On peut noter, par exemple, qu'un passage qui n'est pas dans la lettre elle-même, est cité par un auteur du VIIe siècle, Anania de Shirak.

## Saint
Saint Macaire est fêté le 10 mars.
Dans le calendrier de Jérusalem : 7 fév. — 16 août — 28 octobre.